# Titularerzbistum Lauriacum
Das Erzbistum Lauriacum (ital.: arcidiocesi di Lauriaco, lat. Archidioecesis Lauriacensis) ist ein 1968 eingerichtetes Titularerzbistum der römisch-katholischen Kirche.
Es geht zurück auf ein früheres Erzbistum der antiken Stadt Lauriacum in der römischen Provinz Noricum (heute Lorch in Oberösterreich). Es dürfte sich um ein wenig strukturiertes Missionsbistum gehandelt haben, das von Aquileia her gegründet wurde, und mit der Verlagerung der Hauptstadt des Noricum von Teurnia (in Kärnten, Bistum Tiburnia) nach Ovilava (Wels) an den Limes dorthin gelangte.
Das antike Erzbistum ist in den Wirren der Völkerwanderungszeit irgendwann nach dem Abzug der Römer 488 abgekommen und wurde erst um 700 durch die baierische und iro-schottische Mission (Bistümer Salzburg und Passau) abgelöst. 

Namentlich bekannte Bischöfe zu Lauriacum sind:
- Hl. Maximilian von Celeia († um 284), der Legende nach erster Bischof
- Constantius von Lauriacum (5. Jh.), in der Vita Severini erwähntes Oberhaupt der Gemeinde in Enns

| Titularerzbischof von Lauriacum |                   |                                                                         |                 |              |
| Nr.                             | Name              | Amt                                                                     | von             | bis          |
| 1                               | Girolamo Prigione | Apostolischer Nuntius, Apostolischer Pro-Nuntius, Apostolischer Delegat | 27. August 1968 | 27. Mai 2016 |
| 2                               | Andrzej Józwowicz | Apostolischer Nuntius                                                   | 18. März 2017   |              |